# Locomotiva kkStB 329
Le locomotive kkStB 329 erano locomotive a vapore con tender, di rodiggio 1-3-1, a 2 cilindri a doppia espansione, per treni passeggeri delle Kaiserlich-königliche österreichische Staatsbahnen (ferrovie imperial regie austriache).

## Storia
La locomotive a vapore immatricolate come "gruppo 329" dalle KkStB erano state costruite su un progetto di Karl Gölsdorf basato sull'uso del telaio delle "sue 229" allo scopo di potenziarne le prestazioni e la velocità; le prime due unità, 329.01 e 02, vennero costruite nel 1907 dalla Floridsdorf. Il collaudo in linea ebbe luogo trainando un treno di 313 t su tratte comprendenti ascese del 10 per mille che vennero superate a velocità tra 42 e 45 km/h raggiungendo velocità dell'ordine dei 90–100 km/h. Tra il 1907 e il 1909 93 unità uscirono dalle fabbriche dell'impero, Floridsdorf, Wiener Neustadt, Steg e BMMF.
In seguito alla buona riuscita della macchina le ferrovie di Stato dell'Ungheria (MÁV) ne acquisirono per le proprie esigenze 65 unità le quali furono immatricolate come "gruppo III T" 3751-3815. Due locomotive del tipo 329 vennero costruite nel 1908 per il treno militare Banja Luka-Doberlin.
Dopo la prima guerra mondiale solo 20 unità "329" rimasero nelle Ferrovie Federali Austriache (BBÖ); il resto venne ripartito tra varie nazioni quale risarcimento dei danni di guerra; le Ferrovie dello Stato (FS) italiane ne immatricolarono 7 come gruppo FS 687, la Polonia ne ebbe 21, assegnate alla PKP come OL 11. 
Le ferrovie jugoslave (JDZ) ebbero una serie di 14 locomotive immatricolate come JDZ 107; le unità 005-008 provenivano dal gruppo delle ex kkStB 329, le restanti dal parco MÁV. Alle ferrovie cecoslovacche (CSD) furono consegnate 38 unità dopo il 1918.
In seguito all'annessione dell'Austria nel Terzo Reich, nel 1938, la Deutsche Reichsbahn (DRG) ne incorporò la maggior parte nel proprio parco rotabili così, alla fine della seconda guerra mondiale, nessuna unità si trovava più in territorio austriaco. Nel corso delle ostilità della seconda guerra mondiale 19 delle 21 locomotive polacche OL 11 (ex "329") vennero requisite dalla Deutsche Reichsbahn.

## Caratteristiche
Si trattava di macchine a vapore saturo con caldaia di tipo classico a 218 tubi di fumo e pressione di esercizio massima di 15 bar. Aveva tuttavia anche un particolare sistema di surriscaldamento, piuttosto blando (aumentava la temperatura del vapore di 20-30°), di tipo Clench-Golsdorf il cui scopo era quello di rendere il vapore un poco più secco. Il motore era a due cilindri a doppia espansione; il cilindro ad alta pressione aveva 450 mm di diametro mentre quello di bassa pressione era del diametro di 690 mm e agiva sul secondo asse mediante una biella motrice; da questo il moto era trasmesso mediante biella di accoppiamento a tutti e tre gli assi motori. I tre assi motori accoppiati erano del diametro di 1.614 mm, con asse di guida anteriore e asse posteriore portante di 870 mm.  Erano dotate di impianto del freno a vuoto tipo Hardy.